# Turniej o Łańcuch Herbowy Miasta Ostrowa Wielkopolskiego 1983
Turniej o Łańcuch Herbowy Miasta Ostrowa Wielkopolskiego 1983 – turniej żużlowy, rozegrany po raz 31. w Ostrowie Wielkopolskim, w którym zwyciężył Polak Edward Jancarz.

## Wyniki
- Ostrów Wielkopolski, 30 października 1983
- Sędzia: Józef Musiał

| Msc. | Zawodnik             | Państwo        | Pkt  |             |  |
| ---- | -------------------- | -------------- | ---- | ----------- |  |
| 1    | Edward Jancarz       | Gorzów Wlkp.   | 15   | (3,3,3,3,3) |  |
| 2    | Zenon Kasprzak       | Leszno         | 12+3 |             |  |
| 3    | Bogusław Nowak       | Gorzów Wlkp.   | 15   | 12+2        |  |
| 4    | Andrzej Huszcza      | Zielona Góra   | 10   |             |  |
| 5    | Franciszek Jaziewicz | Ostrów Wlkp.   | 10   |             |  |
| 6    | Piotr Podrzycki      | Gniezno        | 9    |             |  |
| 7    | Leon Kujawski        | Gniezno        | 9    |             |  |
| 8    | Jan Krzystyniak      | Zielona Góra   | 9    |             |  |
| 9    | Antoni Skupień       | Rybnik         | 7    |             |  |
| 10   | Jacek Brucheiser     | Ostrów Wlkp.   | 7    |             |  |
| 11   | Ryszard Małecki      | Ostrów Wlkp.   | 6    |             |  |
| 12   | Roman Tajchert       | Ostrów Wlkp.   | 5    |             |  |
| 13   | Josef Rybar          | Czechosłowacja | 4    |             |  |
| 14   | Bronisław Klimowicz  | Rybnik         | 3    |             |  |
| 15   | Włodzimierz Heliński | Leszno         | 2    |             |  |
| 16   | Josef Smid           | Czechosłowacja | 0    |             |  |